# Línea L26 (Montevideo)
La línea L26 es una línea local de la Terminal del Cerro, uniendo dicha Terminal con Belvedere.

## Creación
Esta línea fue creada el  28 de mayo de 2005, con motivo de la inauguración de la Terminal del Cerro, dicha línea unía esta terminal con Casabó. A mediados del año 2015 aproximadamente, la L26 fue suprimida por su baja demanda y también debido a las últimas modificaciones de la línea 306 que pasó a realizar un recorrido similar.  En marzo de 2019, comienza a operar nuevamente sustituyendo una parte del recorrido de líneas 181 y 183 que tenían como destino la Escuela Marítima, ya que las mismas modificaron su destino hasta el Viaducto de Paso Molino y también sustituyó a la línea 126. A los pocos días su recorrido fue extendido hasta Belvedere y suprimiendo las frecuencias a Nuevo Casabó, al reforzarse las frecuencias de las líneas 186 y L23.

## Recorridos
| IDA - Avenida Agraciada - Ángel Salvo - Fraternidad - Martín Berinduague - Humboldt - Rambla Baltasar Brum - Emilio Romero - Leonardo Olivera - Benito Riquet (Escuela Marítima) - Paralela Accesos de Montevideo - Avenida Carlos María Ramírez - Ramón Tabárez - Zona B (Terminal del Cerro) | VUELTA - Zona C(Terminal del Cerro) - Egipto - Japón - Avenida Carlos María Ramírez - Paralela Accesos de Montevideo - Benito Riquet (Escuela Marítima) - Leonardo Olivera - Emilio Romero - Rambla Baltasar Brum - Humboldt - Emilio Romero - Cayetano Rivas - Ángel Salvo - Avenida Agraciada - San Quintín - Juan Pandiani - Avenida Agraciada |

## Barrios
El L26 pasa por los barrios: Belvedere, Paso Molino, La Teja y Cerro.

## Frecuencia
La línea L26 pasa desde las 05:10 hasta las 19:20 h, con una frecuencia media-baja, demorando cada 50 minutos cada coche.